# 德克薩斯食蚊魚
德克薩斯食蚊魚，為輻鰭魚綱鯉齒目鯉齒亞目花鳉科的其中一種，原分布於北美洲美國德州格蘭德河流域，體長可達3.5公分，屬於肉食性，已滅絕。

## 擴展閱讀
維基物種上的相關：德克薩斯食蚊魚